# جبل مريم (إب)

تعديل مصدري - تعديل

جبل مريم محلة تابعة لقرية الشعب الداخل، التابعة لعزلة بني مدسم بمديرية إب إحدى مديريات محافظة إب في الجمهورية اليمنية. بلغ تعداد سكانها 74 حسب تعداد اليمن لعام 2004.